# Craig-Toledo Motor Company
Craig-Toledo Motor Company, vorher Maumee Motor Car Works, war ein US-amerikanischer Hersteller von Automobilen.

## Unternehmensgeschichte
Frank M. Blair, J. G. Swindeman und W. K. Terry gründeten 1906 die Maumee Motor Car Works in Toledo in Ohio. Am 1. März 1906 war ihr erster Prototyp fertig, der ausgiebig getestet wurde. Im Mai 1906 wurde die Fabrik der Wolverine Auto & Commercial Vehicle Company in Dundee in Michigan übernommen. Ein Prototyp wurde im Januar 1907 auf der Grand Central Palace Automobile Show in New York City als Maumee präsentiert. Dann folgte die Umfirmierung in Craig-Toledo Motor Company und die Änderung des Markennamens in Craig-Toledo, als George L. Craig und John F. Craig ins Unternehmen einstiegen. Die Produktion von Automobilen begann nun in einem Werk in Toledo. Geplant waren 100 Fahrzeuge jährlich. Nach sechs Monaten kam die Insolvenz. Insgesamt entstanden weniger Fahrzeuge als geplant.

## Fahrzeuge
Ziel war die Produktion des bestmöglichen Dreisitzers für die rauen Straßen Amerikas. Ein Vierzylindermotor mit 40 PS Leistung trieb die Fahrzeuge an. Die Höchstgeschwindigkeit war mit 104 km/h angegeben. Das Fahrgestell hatte 284 cm Radstand. Der offene Roadster hatte vorne zwei Sitze und dahinter einen dritten Sitz. Ungewöhnlich war die Radaufhängung an drei Punkten, die auch patentiert wurde. Der Neupreis betrug 4000 US-Dollar.